# Million Years Ago
Million Years Ago è un brano musicale della cantautrice britannica Adele, nona traccia del terzo album in studio 25. Il brano è stato scritto da Adele Adkins e Greg Kurstin e prodotta da quest'ultimo.
Il brano consiste nella voce della cantante accompagnata dalla sola chitarra. Il testo della traccia parla di come la celebrità abbia personalmente contaminato la vita della cantante e di chi le sta attorno.
La canzone è entrata in numerose classifiche, raggiungendo particolari posizioni di rilievo nella Finland Chart e nella Scotland Chart. Si è classificata anche in Australia, Belgio, Canada, Francia, Germania, Ungheria, Irlanda, Spagna, Regno Unito e Stati Uniti. Adele si è esibita con Million Years Ago durante le trasmissioni statunitensi Adele at the BBC e Today.

## Descrizione
Musicalmente, la canzone è una melodia acustica accompagnata soltanto da una chitarra e vede Adele "struggersi per la normalità della sua infanzia, non così lontana nel tempo, intrecciata con suoni familiari del Medio Oriente e mormorii di sottofondo che ricordano 'Frozen' di Madonna ". Il testo della canzone tocca tematiche come la fama e quanto questa "spaventi": le parole della canzone parlano di come la celebrità abbia personalmente influito sulla vita della cantante e di chi le sta intorno, Adele scrive infatti che le mancano la vecchia atmosfera, sua madre, i suoi amici e che la sua vita "sta volando via e tutto ciò che posso fare e stare a guardare e piangere" Jon Pareles di The New York Times descrive la canzone come una "delicata ballata di chitarra che cela un'influenza di Edith Piaf [che] rammarica la giovinezza perduta". Brian Hiatt di Rolling Stone ha paragonato la canzone a "una ballata anni '90 di Madonna mista a 'The Girl From Ipanema'".
Adele è stata accusata di aver plagiato la melodia della canzone del 1985 Acilara tutunmak del cantante turco Ahmet Kaya.
 Tuttavia non sono state svolte azioni legali, essendosi trattata esclusivamente di una speculazione popolare sulla rete.